# T'aimer follement
Singles de Dalida
Ne joue pas
(décembre 1959) Romantica
(avril 1960)
Singles de Johnny Hallyday
Laisse les filles
(1960)
T'aimer follement est une chanson interprétée, respectivement, par Dalida et Johnny Hallyday en 1960. Écrite par André Salvet et Jacques Plait, elle est l'adaptation française de Makin' Love de Floyd Robinson.
T'aimer follement est la première chanson enregistrée et commercialisée de Johnny Hallyday.

## Histoire
Le disque de Dalida sort en février 1960. Le 12 de ce même mois, un jeune chanteur inconnu, nommé Johnny Hallyday, rentre en studio pour la première fois. Quatre chansons sont enregistrées en quelques heures : Laisse les filles, J'étais fou, Oh ! Oh ! Baby et T'Aimer follement. Ce dernier titre lui a été imposée par Jacques Wolfsohn directeur artistique de la firme Vogue, malgré les réticences de Johnny qui déclare n'avoir aucune chance contre Dalida. Ce premier disque de Johnny Hallyday sort le 14 mars 1960, sur la pochette le titre T'aimer follement, choisit pour être le titre leader du super 45 tours, est mis en évidence en rouge, mais l'accueil des radios est très réservé, d'autant que cette interprétation en rock 'n' roll (genre musical qui a déjà conquis la jeunesse américaine, mais qui n'est pas encore parvenu à s'imposer sur le vieux continent et la France n'y fait pas exception), ne séduit pas ; mis à part deux animateurs de la radio Europe N°1, Daniel Filipacchi et Frank Ténot, qui avec leurs émission quotidienne Salut les copains, vont dès sa parution largement le diffuser. Malgré cela, les ventes stagnent, jusqu'à ce qu'une émission de télévision, en date du 18 avril 1960, inverse la tendance, faisant passer les ventes de trente mille à cent mille exemplaires en quelques jours (le titre choisi alors pour l'occasion sera Laisse les filles et non pas T'Aimer follement).
Ce ne sera pas la dernière fois que Johnny Hallyday et Dalida seront en concurrence (le fait est d'ailleurs coutumier à l'époque, où nombres de titres sont repris par plusieurs interprètes). Entre 1960 et 1961, ils totalisent sept chansons communes : 24 000 baisers, Tu peux le/la prendre, Si tu me téléphones, Avec une poignée de terre et (dans une moindre mesure, ces deux titres d'Hallyday étant longtemps restés inédits), Ne joue pas et Mon amour oublié et aussi et surtout Itsi bitsi, petit bikini.

### La légende qui veut que Lucien Morisse ait cassé le « premier » disque de Johnny Hallyday sur Europe N°1
Une légende tenace, souvent reprise dans la plupart des biographies consacrées à Johnny Hallyday, veut que Lucien Morisse, alors compagnon et futur mari de Dalida, ait cassé le premier disque de Johnny Hallyday en direct à l'antenne et déclaré : « C'est la première et la dernière fois que vous entendez Johnny Hallyday ».
Ce fait est faux soutient le journaliste Jacques Leblanc : si Lucien Morisse a bien cassé un disque à l'antenne ce n'est pas le premier mais le troisième paru à l'automne avec comme titre phare Itsy bitsy, petit bikini (titre orthographié avec deux y dans la version d'Hallyday). Le journaliste argumente que dès la sortie du premier disque du chanteur, il est soutenu par Daniel Filipacchi et Frank Ténot dans l'émission Salut les copains quotidiennement programmée sur la radio dont Lucien Morisse dirige les programmes ce qui rend improbable qu'il ait cassé le disque d'Hallyday à cet instant.

## Réception

### Classement hebdomadaire
| Classement de Dalida et de Johnny Hallyday (1960) | Meilleure position |
| ------------------------------------------------- | ------------------ |
| Wallonie,                                         | 2                  |

| Classement de Dalida (1960) | Meilleure position |
| --------------------------- | ------------------ |
| Italie                      | 23                 |

## Discographie
Dalida
février 1960 :
- 45 tour promo Barclay 60.197 : T'aimer follement - Va petite étoile !
- super 45 tours Barclay 70.314 M : T'aimer follement - Mon amour oublié - Elle, lui et l'autre - Va petite étoile !

1960
- 33 tours 25 cm Les Enfants du Pirée[13]

Johnny Hallyday
14 mars 1960 :
- 45 tours promo Vogue 2392 : T'aimer follement - Laisse les filles
- super 45 tours Vogue EPL 7750 : T'aimer follement - J'étais fou - Oh ! Oh ! Baby - Laisse les filles

31 octobre 1960 :
- 33 tours 25 cm Hello Johnny

En 1982, Johnny Hallyday réenregistre l'ensemble des chansons Vogue, à l'occasion de la sortie d'une intégrale (voir Version 82).
Discographie Live :
- Johnny Hallyday 1960 : À la Roche-Migennes

Cet enregistrement est resté inédit jusqu'en 2011 ; il n'existe pas de captation en public de T'aimer follement diffusée en disque à l'époque.